# Lijst van parochies van het bisdom Doornik
Het Bisdom Doornik omvat de parochies in Belgische provincie Henegouwen. Het bisdom is onderverdeeld in een aantal dekenaten. Een aantal parochies worden telkens gegroepeerd in een "unité pastorale".
De onderstaande lijst geeft een overzicht van de parochies. Per parochie wordt de naam gegeven (dit is ook de naam van de patroonheilige); het dorp, gehucht of wijk dat met de parochie overeenkomt; de administratieve gemeente waarin de parochie (grotendeels) ligt; en de kerk.

## Dekenaat Antoing
Het dekenaat Antoing omvat de gemeenten Antoing, Brunehaut en Rumes.
| Parochie                                 | Stad/dorp/wijk       | Gemeente  | Kerk                          |
| Unité pastorale Antoing                  |                      |           |                               |
| Sint-Amandus (Saint Amand)               | Maubray              | Antoing   |                               |
| Sint-Andreas (Saint André)               | Péronnes-lez-Antoing | Antoing   |                               |
| Sint-Eligius (Saint Eloi)                | Calonne              | Antoing   |                               |
| Sint-Michiel (Saint Michel)              | Fontenoy             | Antoing   |                               |
| Sint-Pieter (Saint Pierre)               | Antoing              | Antoing   | Église Saint-Pierre           |
| Sint-Rictrudis (Sainte Rictrude)         | Bruyelle             | Antoing   |                               |
| Sint-Aybertus (Saint Aybert)             | Bléharies            | Brunehaut | Église Saint-Aybert           |
| Sint-Brixius (Saint Brice)               | Wez-Velvain          | Brunehaut |                               |
| Sint-Eleutherius (Saint Eleuthère)       | Lesdain              | Brunehaut |                               |
| Sint-Maarten (Saint Martin)              | Rongy                | Brunehaut | Église Saint-Martin           |
| Sint-Maarten (Saint Martin)              | Hollain              | Brunehaut | Église Saint-Martin           |
| Sint-Piatus (Saint Piat)                 | Guignies             | Brunehaut |                               |
| Sint-Salvius (Saint Saulve)              | Jollain-Merlin       | Brunehaut |                               |
| Maria Magdalena (Sainte Marie-Madeleine) | Howardries           | Brunehaut | Église Sainte-Marie-Madeleine |
| Heilige Maagd (Sainte Vierge)            | Laplaigne            | Brunehaut |                               |
| Sint-Amandus (Saint Amand)               | Taintignies          | Rumes     |                               |
| Sint-Jozef (Saint Joseph)                | La Glanerie          | Rumes     | Église Saint-Joseph           |
| Sint-Pieter (Saint Pierre)               | Rumes                | Rumes     | Église Saint-Pierre           |

## Dekenaat Aat
Het dekenaat Aat omvat de gemeente Aat.
| Parochie                                                 | Stad/dorp/wijk      | Gemeente | Kerk                               |
| Unité pastorale Ath                                      |                     |          |                                    |
| Onze-Lieve-Vrouw (Notre-Dame)                            | Autreppe            | Aat      | Église Notre-Dame                  |
| Onze-Lieve-Vrouw (Notre-Dame)                            | Villers-Notre-Dame  | Aat      | Église Notre-Dame                  |
| Onze-Lieve-Vrouw Bezoeking (Notre-Dame de la Visitation) | Ligne               | Aat      | Église Notre-Dame de la Visitation |
| Sint-Amandus (Saint Amand)                               | Villers-Saint-Amand | Aat      |                                    |
| Sint-Amandus (Saint Amand)                               | Rebaix              | Aat      | Église Saint-Amand                 |
| Sint-Denijs (Saint Denis)                                | Irchonwelz          | Aat      | Église Saint-Denis                 |
| Sint-Jan Evangelist (Saint Jean l'Évangéliste)           | Arbre               | Aat      |                                    |
| Sint-Jan Evangelist (Saint Jean l'Évangéliste)           | Ghislenghien        | Aat      | Église Saint-Jean-l'Évangéliste    |
| Sint-Julianus (Saint Julien)                             | Aat                 | Aat      | Église Saint-Julien                |
| Sint-Maarten (Saint Martin)                              | Aat                 | Aat      | Église Saint-Martin                |
| Sint-Maarten (Saint Martin)                              | Lanquesaint         | Aat      | Église Saint-Martin                |
| Sint-Pieter (Saint Pierre)                               | Ostiches            | Aat      | Église Saint-Pierre                |
| Sint-Pieter (Saint Pierre)                               | Mainvault           | Aat      | Église Saint-Pierre                |
| Sint-Pieter (Saint Pierre)                               | Gibecq              | Aat      | Église Saint-Pierre                |
| Sint-Pieter (Saint Pierre)                               | Meslin-l'Évêque     | Aat      | Église Saint-Pierre                |
| Sint-Pieter (Saint Pierre)                               | Isières             | Aat      | Église Saint-Pierre                |
| Sint-Quirinus (Saint Quirin)                             | Houtaing            | Aat      | Église Saint-Quirin                |
| Sint-Sulpicius (Saint Sulpice)                           | Moulbaix            | Aat      |                                    |
| Sint-Ursmarus (Saint Ursmer)                             | Ormeignies          | Aat      | Église Saint-Ursmer                |
| Heilige Maagd (Sainte Vierge)                            | Bouvignies          | Aat      |                                    |
| Sint-Waldetrudis (Sainte Waudru)                         | Maffle              | Aat      | Église Sainte-Waudru               |

## Dekenaat Beaumont
Het dekenaat Beaumont omvat de gemeenten Beaumont, Froidchapelle en Sivry-Rance.
| Parochie                                 | Stad/dorp/wijk      | Gemeente      | Kerk                    |
| Unité pastorale Beaumont                 |                     |               |                         |
| Sint-Jan-de-Doper (Saint Jean Baptiste)  | Solre-Saint-Géry    | Beaumont      |                         |
| Sint-Lambertus (Saint Lambert)           | Barbençon           | Beaumont      | Église Saint-Lambert    |
| Sint-Maarten (Saint Martin)              | Leugnies            | Beaumont      | Église Saint-Martin     |
| Sint-Maarten (Saint Martin)              | Leval-Chaudeville   | Beaumont      |                         |
| Sint-Maarten (Saint Martin)              | Renlies             | Beaumont      |                         |
| Sint-Maarten (Saint Martin)              | Thirimont           | Beaumont      |                         |
| Sint-Servaas (Saint Servais)             | Beaumont            | Beaumont      | Église Saint-Servais    |
| Heilige Maagd (Sainte Vierge)            | Strée               | Beaumont      |                         |
| Onze-Lieve-Vrouw (Notre-Dame)            | Fourbechies         | Froidchapelle |                         |
| Sint-Maarten (Saint Martin)              | Vergnies            | Froidchapelle |                         |
| Sint-Remigius (Saint Remi)               | Boussu-lez-Walcourt | Froidchapelle |                         |
| Sint-Aldegondis (Sainte Aldegonde)       | Froidchapelle       | Froidchapelle | Église Sainte-Aldegonde |
| Maria Magdalena (Sainte Marie-Madeleine) | Erpion              | Froidchapelle |                         |
| Sint-Quintinus (Saint Quentin)           | Grandrieu           | Sivry-Rance   | Église Saint-Quentin    |
| Sint-Aldegondis (Sainte Aldegonde)       | Rance               | Sivry-Rance   |                         |
| Heilige Maagd (Sainte Vierge)            | Montbliart          | Sivry-Rance   |                         |
| Heilige Maagd (Sainte Vierge)            | Sautin              | Sivry-Rance   |                         |
| Heilige Maagd (Sainte Vierge)            | Sivry               | Sivry-Rance   | Église Sainte-Vierge    |

## Dekenaat Belœil
Het dekenaat Belœil omvat de gemeenten Belœil en Bernissart.
| Parochie                                | Stad/dorp/wijk       | Gemeente   | Kerk                      |
| Unité pastorale Belœil-Bernissart       |                      |            |                           |
| Sint-Gorik (Saint Géry)                 | Aubechies            | Belœil     | Église Saint-Géry         |
| Sint-Jan-de-Doper (Saint Jean Baptiste) | Quevaucamps          | Belœil     |                           |
| Sint-Maarten (Saint Martin)             | Basècles             | Belœil     |                           |
| Sint-Maarten (Saint Martin)             | Grandglise           | Belœil     |                           |
| Sint-Pancratius (Saint Pancrace)        | Thumaide             | Belœil     |                           |
| Sint-Pieter (Saint Pierre)              | Ramegnies            | Belœil     |                           |
| Sint-Pieter (Saint Pierre)              | Belœil               | Belœil     |                           |
| Sint-Servaas (Saint Servais)            | Stambruges           | Belœil     | Église Saint-Servais      |
| Sint-Wandregesilus (Saint Vendregésile) | Wadelincourt         | Belœil     |                           |
| Heilige Maagd (Sainte Vierge)           | Ellignies-Saint-Anne | Belœil     |                           |
| Onze-Lieve-Vrouw (Notre-Dame)           | Pommerœul            | Bernissart | Église Notre-Dame         |
| Sint-Brixius (Saint Brice)              | Ville-Pommerœul      | Bernissart | Église Saint-Brice        |
| Heilige Maagd (Sainte Vierge)           | Bernissart           | Bernissart |                           |
| Heilige Maagd (Sainte Vierge)           | Harchies             | Bernissart | Église Sainte-Vierge      |
| Allerheiligen (Tous les saints)         | Blaton               | Bernissart | Église de Tous les Saints |

## Dekenaat Bergen
Het dekenaat Bergen (Mons) omvat de gemeente Bergen, verdeeld over drie unités pastorales.
| Parochie                                            | Stad/dorp/wijk         | Gemeente | Kerk                    |
| Unité pastorale Cuesmes-Flénu-Jemappes              |                        |          |                         |
| Sint-Maarten (Saint Martin)                         | Jemappes               | Bergen   | Église Saint-Martin     |
| Sint-Remigius (Saint Rémy)                          | Cuesmes                | Bergen   |                         |
| Sint-Barbara (Sainte Barbe)                         | Flénu                  | Bergen   | Église Sainte-Barbe     |
| Unité pastorale Mons                                |                        |          |                         |
| Onze-Lieve-Vrouw van Mesen (Notre-Dame de Messines) | Bergen                 | Bergen   |                         |
| Heilig Hart (Sacré-Cœur)                            | Bergen                 | Bergen   |                         |
| Sint-Maarten (Saint Martin)                         | Hyon                   | Bergen   | Église Saint-Martin     |
| Sint-Maarten (Saint Martin)                         | Ghlin                  | Bergen   | Église Saint-Martin     |
| Sint-Niklaas (Saint Nicolas)                        | Bergen                 | Bergen   |                         |
| Sint-Elisabeth (Sainte Elisabeth)                   | Bergen                 | Bergen   | Église Sainte-Elisabeth |
| Sint-Waldetrudis (Sainte Waudru )                   | Bergen                 | Bergen   | Église Sainte-Waudru    |
| Unité pastorale Mons-et-Vallées                     |                        |          |                         |
| Sint-Amandus (Saint Amand)                          | Spiennes               | Bergen   | Église Saint-Amand      |
| Sint-Brixius (Saint Brice)                          | Nouvelles              | Bergen   | Église Saint-Brice      |
| Sint-Denijs (Saint Denis)                           | Saint-Denis            | Bergen   | Église Saint-Denis      |
| Sint-Ghislenus (Saint Ghislain)                     | Villers-Saint-Ghislain | Bergen   | Église Saint-Ghislain   |
| Sint-Ghislenus (Saint Ghislain)                     | Harmignies             | Bergen   | Église Saint-Ghislain   |
| Sint-Leodegarius (Saint-Léger)                      | Ghislage               | Bergen   | Église Saint-Léger      |
| Sint-Maarten (Saint Martin)                         | Harveng                | Bergen   | Église Saint-Martin     |
| Sint-Maarten (Saint Martin)                         | Obourg                 | Bergen   | Église Saint-Martin     |
| Sint-Maarten (Saint Martin)                         | Maisières              | Bergen   |                         |
| Sint-Maarten (Saint Martin)                         | Havré                  | Bergen   | Église Saint-Martin     |
| Sint-Symphorianus (Saint Symphorien)                | Saint-Symphorien       | Bergen   | Église Saint-Symphorien |
| Sint-Vincentius (Saint Vincent)                     | Mesvin                 | Bergen   | Église Saint-Vincent    |
| Heilige Maagd (Sainte Vierge )                      | Nimy                   | Bergen   | Église Sainte-Vierge    |
| Sint-Waldetrudis (Sainte Waudru)                    | Ciply                  | Bergen   | Église Sainte-Waudru    |

## Dekenaat Binche
Het dekenaat Binche omvat de unité pastorale Binche met het grootste deel van de gemeente Binche en de gemeente Estinnes en de unité pastorale Morlanwelz-Carnières met de gemeente Morlanwelz en Leval-Trahegnies, een deelgemeente van Binche.
| Parochie                                      | Stad/dorp/wijk          | Gemeente   | Kerk                          |
| Unité pastorale Binche                        |                         |            |                               |
| Notre-Dame du Travail (Notre-Dame du Travail) | Bray (Levant-de-Mons)   | Binche     |                               |
| Heilig Hart (Sacré-Cœur)                      | Binche                  | Binche     |                               |
| Sint-Stefanus (Saint-Étienne)                 | Ressaix                 | Binche     |                               |
| Sint-Pieter (Saint Pierre)                    | Buvrinnes               | Binche     |                               |
| Sint-Remigius (Saint Remi)                    | Waudrez                 | Binche     |                               |
| Sint-Ursmarus (Saint Ursmer)                  | Binche                  | Binche     | Église Saint-Urmser           |
| Sint-Barbara (Sainte Barbe)                   | Péronnes-lez-Binche     | Binche     |                               |
| Maria Magdalena (Sainte Marie-Madeleine)      | Épinois                 | Binche     | Église Sainte-Marie-Madeleine |
| Heilige Maagd (Sainte Vierge)                 | Bray                    | Binche     |                               |
| Heilige Maagd (Sainte Vierge)                 | Péronnes-lez-Binche     | Binche     | Église Sainte-Marie           |
| Sint-Amandus (Saint Amand)                    | Vellereille-le-Sec      | Estinnes   | Église Saint-Amand            |
| Sint-Jozef (Saint Joseph)                     | Faurœulx                | Estinnes   |                               |
| Sint-Maarten (Saint Martin)                   | Peissant                | Estinnes   | Église Saint-Martin           |
| Sint-Maarten (Saint Martin)                   | Estinnes-au-Val         | Estinnes   | Église Saint-Martin           |
| Sint-Remigius (Saint Remi)                    | Rouveroy                | Estinnes   | Église Saint-Remi             |
| Sint-Remigius (Saint Remi)                    | Estinnes-au-Mont        | Estinnes   | Église Saint-Remi             |
| Sint-Ursmarus (Saint Ursmer)                  | Vellereille-les-Brayeux | Estinnes   |                               |
| Sint-Vincentius (Saint Vincent)               | Haulchin                | Estinnes   | Église Saint-Vincent          |
| Heilige Maagd (Sainte Vierge)                 | Croix-lez-Rouveroy      | Estinnes   |                               |
| Unité pastorale Morlanwelz-Carnières          |                         |            |                               |
| Sint-Maarten (Saint Martin)                   | Leval-Trahegnies        | Binche     |                               |
| Sint-Pieter (Saint Pierre)                    | Leval-Trahegnies        | Binche     |                               |
| Sint-Hilarius (Saint Hilaire)                 | Carnières               | Morlanwelz |                               |
| Sint-Jozef (Saint Joseph)                     | Carnières (Trieux)      | Morlanwelz |                               |
| Sint-Maarten (Saint Martin)                   | Morlanwelz              | Morlanwelz |                               |
| Sint-Aldegondis (Sainte Aldegonde)            | Mont-Sainte-Aldegonde   | Morlanwelz |                               |

## Dekenaat Boussu
Het dekenaat Boussu omvat de unité pastorale Boussu met de gemeenten Boussu en Hensies en de unité pastorale Quaregnon-Wasmuël met de gemeente Quaregnon.
| Parochie                                                 | Stad/dorp/wijk               | Gemeente  | Kerk                 |
| Unité pastorale Boussu                                   |                              |           |                      |
| Sint-Carolus (Saint Charles)                             | Boussu-Bois                  | Boussu    | Église Saint-Charles |
| Sint-Gorik (Saint Géry)                                  | Boussu                       | Boussu    | Église Saint-Géry    |
| Sint-Jozef (Saint Joseph)                                | Boussu-Bois                  | Boussu    |                      |
| Sint-Maarten (Saint Martin)                              | Hornu                        | Boussu    |                      |
| Onze-Lieve-Vrouw Bezoeking (Notre-Dame de la Visitation) | Hainin                       | Hensies   |                      |
| Sint-Joris (Saint Georges)                               | Hensies                      | Hensies   | Église Saint-Georges |
| Sint-Lambertus (Saint Lambert)                           | Montrœul-sur-Haine           | Hensies   | Église Saint-Lambert |
| Sint-Maarten (Saint Martin)                              | Thulin                       | Hensies   | Église Saint-Martin  |
| Unité pastorale Quaregnon-Wasmuël                        |                              |           |                      |
| Onze-Lieve-Vrouw van Lourdes (Notre-Dame de Lourdes)     | Quaregnon (Quaregnon-Sud)    | Quaregnon |                      |
| Sint-Jozef (Saint Joseph)                                | Quaregnon (Quaregnon-Rivage) | Quaregnon |                      |
| Sint-Quintinus (Saint Quintin)                           | Quaregnon                    | Quaregnon | Église Saint-Quintin |
| Heilige Maagd (Sainte Vierge)                            | Wasmuel                      | Quaregnon |                      |

## Dekenaat Charleroi
Het dekenaat Charleroi omvat het centrum van Charleroi en de gebieden in de deelgemeenten in het zuidoosten van de stad.
| Parochie                                                   | Stad/dorp/wijk                   | Gemeente  | Kerk                       |
| Unité pastorale Charleroi                                  |                                  |           |                            |
| Onze-Lieve-Vrouw van Lourdes (Notre-Dame de Lourdes)       | Montignies-sur-Sambre (Trieux)   | Charleroi |                            |
| Onze-Lieve-Vrouw van de Rozenkrans (Notre-Dame du Rosaire) | Couillet (Queue)                 | Charleroi |                            |
| Sint-Antonius (Saint Antoine)                              | Charleroi (Ville Basse)          | Charleroi | Église Saint-Antoine       |
| Sint-Basilius (Saint Basile)                               | Couillet                         | Charleroi | Église Saint-Basile        |
| Sint-Christoffel (Saint Christophe)                        | Charleroi (Ville Haute)          | Charleroi | Église Saint-Christophe    |
| Sint-Laurentius (Saint Laurent)                            | Couillet (Le Village)            | Charleroi | Église Saint-Laurent       |
| Sint-Pieter (Saint Pierre)                                 | Montignies-sur-Sambre (Neuville) | Charleroi | Église Saint-Pierre        |
| Sint-Remigius (Saint Remi)                                 | Montignies-sur-Sambre            | Charleroi | Église Saint-Remy          |
| Heilige Maria (Sainte Marie )                              | Lodelinsart                      | Charleroi | Église de la Sainte-Vierge |

## Dekenaat Châtelet
Het dekenaat Châtelet omvat de unité pastorale Châtelet met de gemeenten Châtelet en Aiseau-Presles, de unité pastorale Farciennes-Châtelineau met de gemeente Farciennes en Châtelineau, een deelgemeente van Châtelet, en de unité pastorale Gerpinnes met de gemeente Gerpinnes.
| Parochie                                               | Stad/dorp/wijk            | Gemeente       | Kerk                |
| Unité pastorale Châtelet                               |                           |                |                     |
| Sint-Cletus (Saint Clet)                               | Pont-de-Loup              | Aiseau-Presles |                     |
| Sint-Ferdinand (Saint Ferdinand)                       | Bouffioulx (Chamborgneau) | Châtelet       |                     |
| Sint-Gorik (Saint Géry)                                | Bouffioulx                | Châtelet       |                     |
| Sint-Jozef (Saint Joseph)                              | Roselies                  | Aiseau-Presles |                     |
| Sint-Maarten (Saint Martin)                            | Aiseau                    | Aiseau-Presles |                     |
| Sint-Remigius (Saint Remi)                             | Presles                   | Aiseau-Presles |                     |
| Heilige Maria van Oignies (Sainte Marie d'Oignies)     | Aiseau (Oignies)          | Aiseau-Presles |                     |
| Onbevlekte Ontvangenis (Immaculée Conception)          | Châtelet (Faubourg)       | Châtelet       |                     |
| Notre-Dame de Patience (Notre-Dame de Patience)        | Châtelet (Boubier)        | Châtelet       |                     |
| Sint-Petrus en Paulus (Saints Pierre et Paul)          | Châtelet                  | Châtelet       |                     |
| Unité pastorale Farciennes-Châtelineau                 |                           |                |                     |
| Sint-Antonius (Saint Antoine)                          | Châtelineau (Taillis-Pré) | Châtelet       |                     |
| Sint-Bartholomeus (Saint Barthélemy)                   | Châtelineau               | Châtelet       |                     |
| Heilige Maria (Sainte Marie)                           | Châtelineau (Corbeau)     | Châtelet       |                     |
| Onbevlekte Ontvangenis (Immaculé Conception)           | Pironchamps               | Farciennes     |                     |
| Onze-Lieve-Vrouw van Fatima ('Notre-Dame de Fatima)    | Pironchamps               | Farciennes     |                     |
| Sint-Franciscus Xaverius (Saint François-Xavier)       | Farciennes (Wainage)      | Farciennes     |                     |
| Heilige Familie (Sainte Famille)                       | Farciennes (Grandchamp)   | Farciennes     |                     |
| Onze-Lieve-Vrouw-Hemelvaart (Sainte Vierge Assomption) | Farciennes                | Farciennes     |                     |
| Unité pastorale Gerpinnes                              |                           |                |                     |
| Sint-Stefanus (Saint-Étienne)                          | Gerpinnes (Hymiée)        | Gerpinnes      |                     |
| Sint-Ghislenus (Saint Ghislain)                        | Gerpinnes (Les Flaches)   | Gerpinnes      |                     |
| Sint-Hubertus (Saint Hubert)                           | Loverval                  | Gerpinnes      |                     |
| Sint-Leo (Saint Léon)                                  | Acoz (Lausprelle)         | Gerpinnes      |                     |
| Sint-Maarten (Saint Martin)                            | Acoz                      | Gerpinnes      |                     |
| Sint-Michiel (Saint Michel)                            | Gerpinnes                 | Gerpinnes      | Église Saint-Michel |
| Sint-Niklaas (Saint Nicolas)                           | Joncret                   | Gerpinnes      |                     |
| Sint-Remigius (Saint Remi)                             | Gougnies                  | Gerpinnes      | Église Saint-Remi   |
| Sint-Adela (Sainte Adèle)                              | Gerpinnes (Fromiée)       | Gerpinnes      |                     |
| Sint-Radegundis (Sainte Radegonde)                     | Villers-Poterie           | Gerpinnes      |                     |

## Dekenaat Chièvres
Het dekenaat Komen omvat de gemeenten Brugelette en Chièvres.
| Parochie                                           | Stad/dorp/wijk      | Gemeente   | Kerk                 |
| Unité pastorale Chièvres                           |                     |            |                      |
| Sint-Lambertus (Saint Lambert)                     | Gages               | Brugelette |                      |
| Sint-Maarten (Saint Martin)                        | Attre               | Brugelette |                      |
| Sint-Vincentius (Saint Vincent)                    | Cambron-Casteau     | Brugelette |                      |
| Heilige Maagd (Sainte Vierge)                      | Brugelette          | Brugelette | Église Sainte-Vierge |
| Gervasius en Protasius (Saints Gervais et Protais) | Mévergnies-lez-Lens | Brugelette |                      |
| Onze-Lieve-Vrouw (Notre-Dame)                      | Tongre-Notre-Dame   | Chièvres   | Église Notre-Dame    |
| Sint-Gorik (Saint Géry)                            | Ladeuze             | Chièvres   |                      |
| Sint-Maarten (Saint Martin)                        | Chièvres            | Chièvres   | Église Saint-Martin  |
| Sint-Maarten (Saint Martin)                        | Huissignies         | Chièvres   |                      |
| Sint-Maarten (Saint Martin)                        | Tongre-Saint-Martin | Chièvres   |                      |
| Sint-Philippus (Saint Philippe)                    | Vaudignies          | Chièvres   |                      |
| Heilige Maagd (Sainte Vierge)                      | Grosage             | Chièvres   |                      |

## Dekenaat Chimay
Het dekenaat Chimay omvat de gemeenten Chimay en Momignies.
| Parochie                                      | Stad/dorp/wijk        | Gemeente  | Kerk                             |
| Unité pastorale Chimay-Momignies              |                       |           |                                  |
| Sint-Joris (Saint Georges)                    | Forges                | Chimay    |                                  |
| Sint-Gorik (Saint Géry)                       | Villers-la-Tour       | Chimay    |                                  |
| Sint-Gorgonius (Saint Gorgon)                 | Rièzes                | Chimay    | Église Saint-Gorgon              |
| Sint-Hilarius (Saint Hilaire)                 | L'Escaillère          | Chimay    |                                  |
| Sint-Jozef (Saint Joseph)                     | Bailièvre             | Chimay    | Église Saint-Joseph              |
| Sint-Maarten (Saint Martin)                   | Baileux               | Chimay    | Église Saint-Martin              |
| Sint-Maarten (Saint Martin)                   | Virelles              | Chimay    |                                  |
| Sint-Michiel (Saint Michel)                   | Bourlers              | Chimay    |                                  |
| Sint-Niklaas (Saint Nicolaas)                 | Robechies             | Chimay    |                                  |
| Sint-Niklaas (Saint Nicolaas)                 | Lompret               | Chimay    | Église Saint-Nicolas             |
| Sint-Pieter (Saint Pierre)                    | Vaulx                 | Chimay    |                                  |
| Sint-Remigius (Saint Rémy)                    | Saint-Remy            | Chimay    |                                  |
| Heilige Maagd (Sainte Vierge)                 | Salles                | Chimay    |                                  |
| Heilige Maagd (Sainte Vierge)                 | Baileux (Boutonville) | Chimay    |                                  |
| Sint-Petrus en Paulus (Saints Pierre et Paul) | Chimay                | Chimay    | Église des Saints-Pierre-et-Paul |
| Sint-Amandus (Saint Amand)                    | Momignies             | Momignies | Église Saint-Amand               |
| Sint-Amandus (Saint Amand)                    | Macquenoise           | Momignies | Église Saint-Amand               |
| Sint-Jan-de-Doper (Saint Jean Baptiste)       | Macon                 | Momignies | Église Saint-Jean-Baptiste       |
| Sint-Marculphus (Saint Marcoul)               | Monceau-Imbrechies    | Momignies | Église Saint-Marcoul             |
| Sint-Niklaas (Saint Nicolaas)                 | Seloignes             | Momignies | Église Saint-Nicolas             |
| Sint-Quintinus (Saint Quentin)                | Beauwelz              | Momignies |                                  |
| Heilige Maagd (Sainte Vierge)                 | Forge-Philippe        | Momignies | Église de la Sainte-Vierge       |

## Dekenaat Komen
Het dekenaat Komen omvat de gemeente Komen-Waasten
| Parochie                                                 | Stad/dorp/wijk | Gemeente      | Kerk                         |
| Unité pastorale Comines                                  |                |               |                              |
| Onze-Lieve-Vrouw-Hemelvaart (Notre-Dame de l'Assomption) | Houthem        | Komen-Waasten | Église N.D. de l'Assomption  |
| Sint-Andreas (Saint André)                               | Le Bizet       | Komen-Waasten | Église Saint-André           |
| Sint-Chrysolius (Saint Chrysole)                         | Komen          | Komen-Waasten | Église Saint-Chrysole        |
| Sint-Eligius (Saint Eloi)                                | Ten Brielen    | Komen-Waasten | Église Saint-Eloi            |
| Sint-Martinus (Saint Martin)                             | Neerwaasten    | Komen-Waasten | Église Saint-Martin          |
| Sint-Petrus en Paulus (Saints Pierre et Paul)            | Ploegsteert    | Komen-Waasten | Église Saints Pierre et Paul |
| Sint-Petrus en Paulus (Saints Pierre et Paul)            | Waasten        | Komen-Waasten | Église Saints Pierre et Paul |

## Dekenaat Doornik
Het dekenaat Doornik omvat de gemeente Doornik
| Parochie                                                       | Stad/dorp/wijk                | Gemeente | Kerk                          |
| Unité pastorale Tournai-Centre                                 |                               |          |                               |
| Onze-Lieve-Vrouw Hulp der Christenen (Notre-Dame Auxiliatrice) | Doornik                       | Doornik  |                               |
| Onze-Lieve-Vrouw van La Salette (Notre-Dame de la Salette)     | Doornik                       | Doornik  |                               |
| Notre-Dame de la Tombe (Notre-Dame de la Tombe)                | Kain                          | Doornik  |                               |
| Heilig Hart (Sacré-Cœur)                                       | Doornik                       | Doornik  |                               |
| Sint-Amandus (Saint Amand)                                     | Doornik (Allain)              | Doornik  |                               |
| Sint-Amandus (Saint Amand)                                     | Ere                           | Doornik  |                               |
| Sint-Andreas (Saint André)                                     | Chercq                        | Doornik  |                               |
| Sint-Aubertus (Saint Aubert)                                   | Mont-Saint-Aubert             | Doornik  | Église Saint-Aubert           |
| Sint-Brixius (Sint Brice)                                      | Doornik                       | Doornik  | Église Saint-Brice            |
| Sint-Eligius (Saint Eloi)                                      | Froyennes                     | Doornik  |                               |
| Sint-Gorik (Saint Géry)                                        | Willemeau                     | Doornik  |                               |
| Sint-Jacob (Saint Jacques)                                     | Doornik                       | Doornik  | Église Saint-Jacques          |
| Sint-Jan-de-Doper (Saint Jean Baptiste)                        | Doornik                       | Doornik  |                               |
| Sint-Lazarus (Saint Lazare)                                    | Doornik                       | Doornik  |                               |
| Sint-Maarten (Saint Martinus)                                  | Warchin                       | Doornik  |                               |
| Sint-Maurus (Saint Maur)                                       | Saint-Maur                    | Doornik  |                               |
| Sint-Omaar (Saint Omer)                                        | Kain                          | Doornik  |                               |
| Sint-Paulus (Saint Paul)                                       | Doornik                       | Doornik  |                               |
| Sint-Piatus (Saint Piat)                                       | Doornik                       | Doornik  | Sint-Piatuskerk               |
| Sint-Quintinus (Saint Quentin)                                 | Doornik                       | Doornik  | Église Saint-Quentin          |
| Sint-Agatha (Sainte Agathe)                                    | Orcq                          | Doornik  |                               |
| Maria Magdalena (Sainte Marie-Madeleine)                       | Rumillies                     | Doornik  | Église Sainte Marie-Madeleine |
| Unité pastorale Tournai-Est                                    |                               |          |                               |
| Sint-Albinus (Saint Albin)                                     | Barry                         | Doornik  |                               |
| Sint-Amandus (Saint Amand)                                     | Havinnes                      | Doornik  |                               |
| Sint-Hilarius (Saint Hilaire)                                  | Thimougies                    | Doornik  |                               |
| Sint-Maarten (Saint Martin)                                    | Thimougies                    | Doornik  |                               |
| Sint-Pieter (Saint Pierre)                                     | Vaulx                         | Doornik  |                               |
| Sint-Pieter (Saint Pierre)                                     | Mourcourt                     | Doornik  |                               |
| Sint-Pieter (Saint Pierre)                                     | Vezon                         | Doornik  |                               |
| Sint-Pieter (Saint Pierre)                                     | Beclers                       | Doornik  |                               |
| Sint-Thomas (Saint Thomas)                                     | Maulde                        | Doornik  |                               |
| Sint-Vaast (Saint Vaast)                                       | Gaurain-Ramecroix (Gaurain)   | Doornik  |                               |
| Sint-Vaast (Saint Vaast)                                       | Gaurain-Ramecroix (Ramecroix) | Doornik  |                               |
| Heilige Maagd (Sainte Vierge)                                  | Melles                        | Doornik  |                               |
| Unité pastorale Tournai-Ouest                                  |                               |          |                               |
| Sint-Amandus (Saint Amand)                                     | Hertain                       | Doornik  |                               |
| Sint-Amandus (Saint Amand)                                     | Lamain                        | Doornik  | Église Saint-Amand            |
| Sint-Amandus (Saint Amand)                                     | Marquain                      | Doornik  |                               |
| Sint-Eleutherius (Saint Eleuthère)                             | Blandain                      | Doornik  | Église Saint-Eleuthère        |
| Sint-Stefanus (Saint-Étienne)                                  | Templeuve                     | Doornik  |                               |
| Sint-Maarten (Saint Martin)                                    | Esplechin                     | Doornik  | Église Saint-Martin           |
| Sint-Piatus (Saint Piat)                                       | Froidmont                     | Doornik  |                               |
| Sint-Urbanus (Saint Urbain)                                    | Ramegnies-Chin                | Doornik  |                               |

## Dekenaat Dour
Het dekenaat Dour omvat de gemeenten Dour, Honnelles en Quiévrain. Ook Marchipont, een deelgemeente van Honnelles, heeft een kerkje. Het staat echter sinds de 18de eeuw net op Frans grondgebied, in de Franse gemeente Rombies-et-Marchipont. In de tweede helft van de 20ste eeuw behoorde het even aan het bisdom Doornik, maar in 2002 viel het weer onder de Franse parochie Sainte Maria Goretti in het bisdom Kamerijk.
| Parochie                                | Stad/dorp/wijk     | Gemeente  | Kerk                |
| Unité pastorale Dour                    |                    |           |                     |
| Onze-Lieve-Vrouw (Notre-Dame)           | Wihéries           | Dour      |                     |
| Sint-Albinus (Saint Aubin)              | Blaugies           | Dour      |                     |
| Sint-Jozef (Saint Joseph)               | Petit-Dour         | Dour      |                     |
| Sint-Maarten (Saint Martin)             | Élouges            | Dour      |                     |
| Sint-Maarten (Saint Martin)             | Élouges (Monceau)  | Dour      |                     |
| Sint-Victor (Saint Victor)              | Dour               | Dour      | Église Saint-Victor |
| Sint-Amandus (Saint Amand)              | Angreau            | Honnelles |                     |
| Sint-Amandus (Saint Amand) (afgeschaft) | Meaurain           | Honnelles |                     |
| Sint-Brixius (Saint Brice)              | Roisin             | Honnelles |                     |
| Sint-Ghislenus (Saint Ghislain)         | Erquennes          | Honnelles |                     |
| Sint-Lodewijk (Saint Louis)             | Autreppe           | Honnelles |                     |
| Sint-Maarten (Saint Martin)             | Angre              | Honnelles |                     |
| Sint-Niklaas (Saint Nicolas)            | Fayt-le-Franc      | Honnelles |                     |
| Sint-Pieter (Saint Pierre)              | Onnezies           | Honnelles |                     |
| Sint-Ursmarus (Saint Ursmer)            | Athis              | Honnelles |                     |
| Heilige Maagd (Sainte Vierge )          | Montignies-sur-Roc | Honnelles |                     |
| Sint-Andreas (Saint André)              | Audregnies         | Quiévrain |                     |
| Sint-Maarten (Saint Martin)             | Quiévrain          | Quiévrain | Église Saint-Martin |
| Sint-Aldegondis (Sainte Aldegonde)      | Baisieux           | Quiévrain |                     |

## Dekenaat Edingen
Het dekenaat Edingen omvat de gemeenten Edingen en Opzullik.
| Parochie                       | Stad/dorp/wijk | Gemeente | Kerk                       |
| Unité pastorale Enghien        |                |          |                            |
| Sint-Maarten (Saint Martin)    | Mark           | Edingen  | Église Saint-Martin        |
| Sint-Niklaas (Saint Nicolas)   | Edingen        | Edingen  | Église Saint-Nicolas       |
| Sint-Salvator (Saint Sauveur)  | Lettelingen    | Edingen  |                            |
| Sint-Anna (Saint Anne)         | Abele          | Edingen  |                            |
| Sint-Amandus (Saint Amand)     | Hellebecq      | Opzullik |                            |
| Sint-Clemens (Saint Clément)   | Fouleng        | Opzullik | Église Saint-Clément       |
| Sint-Gorik (Saint Géry)        | Gondregnies    | Opzullik |                            |
| Sint-Mauritius (Saint Maurice) | Hove           | Opzullik | Église Saint-Maurice       |
| Sint-Michiel (Saint Michel)    | Graty          | Opzullik |                            |
| Heilige Maand (Sainte Vierge)  | Zullik         | Opzullik |                            |
| Heilige Maand (Sainte Vierge)  | Thoricourt     | Opzullik | Église de la Sainte Vierge |
| Heilige Maand (Sainte Vierge)  | Opzullik       | Opzullik | Église de la Sainte Vierge |

## Dekenaat Fleurus
Het dekenaat Fleurus omvat de gemeente Fleurus.
| Parochie                             | Stad/dorp/wijk             | Gemeente | Kerk                |
| Unité pastorale Fleurus              |                            |          |                     |
| Sint-Amandus (Saint Amand)           | Saint-Amand                | Fleurus  |                     |
| Sint-Bartholomeus (Saint Barthélemy) | Heppignies                 | Fleurus  |                     |
| Sint-Jozef (Saint Joseph)            | Wanfercée-Baulet (Spinois) | Fleurus  |                     |
| Sint-Jozef (Saint Joseph)            | Fleurus (Vieux Campinaire) | Fleurus  |                     |
| Sint-Lambertus (Saint Lambert)       | Wangenies                  | Fleurus  |                     |
| Sint-Laurentius (Saint Laurent)      | Lambusart                  | Fleurus  |                     |
| Sint-Pieter (Saint Pierre)           | Brye                       | Fleurus  |                     |
| Sint-Pieter (Saint Pierre)           | Wanfercée-Baulet           | Fleurus  | Église Saint-Pierre |
| Sint-Victor (Saint Victor)           | Fleurus                    | Fleurus  | Église Saint-Victor |
| Sint-Gertrudis (Sainte Gertrude)     | Wagnelée                   | Fleurus  |                     |

## Dekenaat Fontaine-l'Évêque
Het dekenaat Fontaine-l'Évêque omvat de unité pastorale Courcelles met de gemeente Courcelles en de unité pastorale Fontaine-l'Évêque-Anderlues met de gemeenten Anderlues en Fontaine-l'Évêque en Mont-Sainte-Geneviève, een deelgemeente van Lobbes.
| Parochie                                                   | Stad/dorp/wijk              | Gemeente          | Kerk                    |
| Unité pastorale Courcelles                                 |                             |                   |                         |
| Onze-Lieve-Vrouw van de Rozenkrans (Notre-Dame du Rosaire) | Courcelles (Motte)          | Courcelles        |                         |
| Sint-Bartholomeus (Saint Barthélemy)                       | Souvret                     | Courcelles        |                         |
| Sint-Franciscus van Assisië (Saint François d'Assise)      | Courcelles (Sartis)         | Courcelles        |                         |
| Sint-Lambertus (Saint Lambert)                             | Courcelles                  | Courcelles        | Église Saint-Lambert    |
| Sint-Lucas (Saint Luc)                                     | Courcelles (Forrière)       | Courcelles        |                         |
| Sint-Maarten (Saint Martin)                                | Trazegnies                  | Courcelles        | Église Saint-Martin     |
| Sint-Maarten (Saint Martin)                                | Gouy-lez-Piéton             | Courcelles        |                         |
| Unité pastorale Fontaine-l'Évêque-Anderlues                |                             |                   |                         |
| Sint-Medardus (Saint Médard)                               | Anderlues                   | Anderlues         | Église Saint-Médard     |
| Sint-Theresia (Saint Thérèse)                              | Anderlues (Bruyères)        | Anderlues         |                         |
| Heilig Hart (Sacré-Cœur)                                   | Forchies-la-Marche (Trieux) | Fontaine-l'Évêque |                         |
| Sint-Christoffel (Saint Christophe)                        | Fontaine-l'Évêque           | Fontaine-l'Évêque | Église Saint-Christophe |
| Sint-Maarten (Saint Martin)                                | Leernes                     | Fontaine-l'Évêque | Église Saint-Martin     |
| Sint-Vaast (Saint Vaast)                                   | Fontaine-l'Évêque           | Fontaine-l'Évêque | Église Saint-Vaast      |
| Heilige Maagd (Sainte Vierge)                              | Forchies-la-Marche          | Fontaine-l'Évêque |                         |
| Sint-Genoveva (Sainte Geneviève)                           | Mont-Sainte-Geneviève       | Lobbes            |                         |

## Dekenaat Frasnes
Het dekenaat Frasnes omvat de gemeenten Ellezelles, Flobecq en Frasnes-lez-Anvaing.
| Parochie                                          | Stad/dorp/wijk        | Gemeente            | Kerk                          |
| Unité pastorale Frasnes                           |                       |                     |                               |
| Sint-Antonius van Padua (Saint Antoine de Padoue) | Grand Monchaut        | Ellezelles          |                               |
| Sint-Pietersbanden (Saint Pierre-aux-Liens)       | Ellezelles            | Ellezelles          | Église Saint-Pierre-aux-Liens |
| Sint-Quintinus (Saint Quentin)                    | Wodecq                | Ellezelles          |                               |
| Maria Magdalena (Sainte Marie-Madeleine)          | Lahamaide             | Ellezelles          |                               |
| Sint-Lucas (Saint Luc)                            | Flobecq               | Flobecq             | Église Saint-Luc              |
| Sint-Amandus (Saint Amand)                        | Anvaing               | Frasnes-lez-Anvaing |                               |
| Sint-Antonius (Saint Antoine)                     | Buissenal             | Frasnes-lez-Anvaing |                               |
| Sint-Joris (Saint Georges)                        | Cordes                | Frasnes-lez-Anvaing | Église Saint-Georges          |
| Sint-Maarten (Saint Martin)                       | Arc                   | Frasnes-lez-Anvaing |                               |
| Sint-Maarten (Saint Martin)                       | Frasnes-lez-Buissenal | Frasnes-lez-Anvaing | Église Saint-Martin           |
| Sint-Maarten (Saint Martin)                       | Montrœul-au-Bois      | Frasnes-lez-Anvaing |                               |
| Sint-Maarten (Saint Martin)                       | Moustier              | Frasnes-lez-Anvaing |                               |
| Sint-Michiel (Saint Michel)                       | Saint-Sauveur         | Frasnes-lez-Anvaing |                               |
| Sint-Niklaas (Saint Nicolas)                      | Œudeghien             | Frasnes-lez-Anvaing |                               |
| Sint-Niklaas (Saint Nicolas)                      | Hacquegnies           | Frasnes-lez-Anvaing |                               |
| Sint-Niklaas (Saint Nicolas)                      | Wattripont            | Frasnes-lez-Anvaing |                               |
| Sint-Quintinus (Saint Quentin)                    | Ellignies-lez-Frasnes | Frasnes-lez-Anvaing |                               |
| Sint-Servaas (Saint Servais)                      | Dergneau              | Frasnes-lez-Anvaing |                               |
| Sint-Vaast (Saint Vaast)                          | Forest                | Frasnes-lez-Anvaing |                               |
| Sint-Vincentius (Saint Vincent)                   | Ainières              | Frasnes-lez-Anvaing | Église Saint-Vincent          |
| Sint-Anna (Sainte Anne)                           | Herquegies            | Frasnes-lez-Anvaing |                               |

## Dekenaat Gilly
Het dekenaat Gilly omvat een gebied in de deelgemeenten in het noordoosten van de stad Charleroi.
| Parochie                                             | Stad/dorp/wijk       | Gemeente  | Kerk                 |  |
| Unité pastorale Gilly                                |                      |           |                      |  |
| Onze-Lieve-Vrouw van Lourdes (Notre-Dame de Lourdes) | Gilly (Sart-Culpart) | Charleroi |                      |  |
| Heilig Hart (Sacré-Cœur)                             | Gilly (Sart-Allet)   | Charleroi | Église Saint-Remi    |  |
| Sint-Lambertus (Saint Lambert)                       | Jumet (Hamendes)     | Charleroi | Église Saint-Lambert |  |
| Sint-Maarten (Saint Martin)                          | Ransart              | Charleroi |                      |  |
| Sint-Pieter (Saint Pierre)                           | Ransart              | Charleroi |                      |  |
| Sint-Remigius (Saint Remy)                           | Gilly                | Charleroi | Église Saint-Remi    |  |
| Sint-Barbara (Sainte Barbe)                          | Gilly (Bois)         | Charleroi | Sint-Barbarakerk     |  |

## Dekenaat Gosselies
Het dekenaat Gosselies omvat de gemeenten Les Bons Villers, Pont-à-Celles en deelgemeente Gosselies in het noorden van de stad Charleroi.
| Parochie                                                          | Stad/dorp/wijk                    | Gemeente         | Kerk                                     |
| Unité pastorale Gosselies                                         |                                   |                  |                                          |
| Sint-Jan-de-Doper (Saint Jean Baptiste)                           | Gosselies                         | Charleroi        | Église Saint-Jean-Baptiste               |
| Sint-Jozef (Saint Joseph)                                         | Gosselies (Faubourg de Bruxelles) | Charleroi        |                                          |
| Sint-Maarten (Saint Martin)                                       | Villers-Perwin                    | Les Bons Villers |                                          |
| Sint-Niklaas (Saint Nicolas)                                      | Frasnes-lez-Gosselies             | Les Bons Villers |                                          |
| Sint-Remigius (Saint Remi)                                        | Rèves                             | Les Bons Villers |                                          |
| Heilige Maagd (Sainte Vierge)                                     | Wayaux                            | Les Bons Villers |                                          |
| Sint-Maarten en Sint-Mutien-Marie (Saints Martin et Mutien-Marie) | Mellet                            | Les Bons Villers | Église des Saints-Martin-et-Mutien-Marie |
| Onze-Lieve-Vrouw van het Heilig Hart (Notre-Dame du Sacré Cœur)   | Viesville (Sarts)                 | Pont-à-Celles    |                                          |
| Sint-Joris (Saint Georges)                                        | Viesville                         | Pont-à-Celles    |                                          |
| Sint-Jan-de-Doper (Saint Jean Baptiste)                           | Pont-à-Celles                     | Pont-à-Celles    |                                          |
| Sint-Maarten (Saint Martin)                                       | Buzet                             | Pont-à-Celles    |                                          |
| Sint-Maarten (Saint Martin)                                       | Thiméon                           | Pont-à-Celles    |                                          |
| Sint-Niklaas (Saint Nicolas)                                      | Luttre                            | Pont-à-Celles    |                                          |
| Sint-Pieter (Saint Pierre)                                        | Liberchies                        | Pont-à-Celles    |                                          |
| Heilige Maagd (Sainte Vierge)                                     | Obaix                             | Pont-à-Celles    |                                          |
| Heilige Maagd (Sainte Vierge)                                     | Rosseignies                       | Pont-à-Celles    |                                          |

## Dekenaat Jumet
Het dekenaat Jumet omvat een gebied in de deelgemeenten in het noordwesten van de stad Charleroi.
| Parochie                                                 | Stad/dorp/wijk                   | Gemeente  | Kerk                              |
| Unité pastorale Jumet                                    |                                  |           |                                   |
| Onbevlekte Ontvangenis (Immaculée Conception)            | Jumet (Gohyssart)                | Charleroi | Église de l'Immaculée Conception  |
| Onze-Lieve-Vrouw-Hemelvaart (Notre-Dame de l'Assomption) | Roux                             | Charleroi | Église Notre-Dame de l'Assomption |
| Heilig Hart (Sacré-Cœur)                                 | Jumet (Try-Charly)               | Charleroi | Église du Sacré-Cœur              |
| Sint-Jozef (Saint Joseph)                                | Jumet (Houbois)                  | Charleroi | Église Saint-Joseph               |
| Sint-Pieter (Saint Pierre)                               | Marchienne-au-Pont (La Docherie) | Charleroi |                                   |
| Sint-Remigius (Saint Remy)                               | Dampremy                         | Charleroi | Église Saint-Remy                 |
| Sint-Rochus (Saint Roch)                                 | Lodelinsart-Ouest                | Charleroi | Église Saint-Roch                 |
| Sint-Sulpicius (Saint Sulpice)                           | Jumet                            | Charleroi | Sint-Sulpitiuskerk                |

## Dekenaat La Louvière
Het dekenaat La Louvière omvat de unité pastorale La Louvière-Nord, met het stadscentrum en een aantal deelgemeentem van La Louvière, de unité pastorale Val d'Haine (Henevallei) met de andere deelgemeenten, en de unité pastorale Prieurés met de gemeenten Chapelle-lez-Herlaimont, Manage en Seneffe.
| Parochie                                                          | Stad/dorp/wijk            | Gemeente                | Kerk                                      |
| Unité pastorale La Louvière-Nord                                  |                           |                         |                                           |
| Onze-Lieve-Vrouw van Zeven Weeën (Notre-Dame des Septs Douleurs)  | La Louvière (Longtain)    | La Louvière             |                                           |
| Heilig Hart (Sacré-Cœur)                                          | La Louvière (La Croyère)  | La Louvière             |                                           |
| Heilig Hart (Sacré-Cœur)                                          | Besonrieux                | La Louvière             |                                           |
| Sint-Antonius van Padua (Saint Antoine de Padoue)                 | La Louvière (Bouvy)       | La Louvière             |                                           |
| Sint-Gorik (Saint Géry)                                           | Houdeng-Goegnies          | La Louvière             |                                           |
| Sint-Jan-de-Doper (Saint Jean Baptiste)                           | Houdeng-Aimeries          | La Louvière             | Église Saint-Jean-Baptiste                |
| Sint-Jozef (Saint Joseph)                                         | La Louvière               | La Louvière             |                                           |
| Sint-Hubertus (Saint Hubert)                                      | La Louvière (Jolimont)    | La Louvière             |                                           |
| Sint-Barbara (Sainte Barbe)                                       | Bois-du-Luc               | La Louvière             | Église Sainte-Barbe                       |
| Unité pastorale Val d'Haine                                       |                           |                         |                                           |
| Sint-Ghislenus (Saint Ghislain)                                   | Haine-Saint-Paul          | La Louvière             | Église Saint-Ghislain                     |
| Johannes de Doper (Saint Jean Baptiste)                           | Maurage                   | La Louvière             | Église Saint-Jean-Baptiste                |
| Sint-Jozef (Saint Joseph)                                         | Bracquegnies              | La Louvière             | Église Saint-Joseph                       |
| Sint-Maarten (Saint Martin)                                       | Trivières                 | La Louvière             | Église Saint-Martin                       |
| Sint-Maarten (Saint Martin)                                       | Strépy                    | La Louvière             | Église Saint-Martin                       |
| Sint-Paulus (Saint Paul)                                          | Haine-Saint-Paul          | La Louvière             | Église Saint-Paul                         |
| Sint-Pieter (Saint Pierre)                                        | Haine-Saint-Pierre        | La Louvière             |                                           |
| Sint-Vaast (Saint Vaast)                                          | Saint-Vaast               | La Louvière             | Église Saint-Vaast                        |
| Maria Magdalena (Sainte Madeleine)                                | Boussoit                  | La Louvière             | Église Sainte-Madeleine                   |
| Unité pastorale Prieurés                                          |                           |                         |                                           |
| Sint-Germanus (Saint Germain)                                     | Chapelle-lez-Herlaimont   | Chapelle-lez-Herlaimont | Église Saint-Germain                      |
| Sint-Godardus (Saint Godard)                                      | Godarville                | Chapelle-lez-Herlaimont |                                           |
| Sint-Jan-de-Doper (Saint Jean Baptiste)                           | Piéton                    | Chapelle-lez-Herlaimont |                                           |
| Sint-Gillis (Saint Gilles)                                        | Fayt-lez-Manage           | Manage                  | Église Saint-Gilles                       |
| Johannes de Doper (Saint Jean Baptiste)                           | Bellecourt                | Manage                  |                                           |
| Sint-Jan-de-Doper (Saint Jean Baptiste)                           | Bois-d'Haine              | Manage                  |                                           |
| Sint-Jan Evangelist (Saint Jean l'Evangéliste)                    | Manage (Longsart)         | Manage                  |                                           |
| Sint-Pieter (Saint Pierre)                                        | La Hestre                 | Manage                  | Église Saint-Pierre                       |
| Sint-Barbara (Sainte Barbe)                                       | Fayt-lez-Manage           | Manage                  |                                           |
| Sint-Catharina en Sint-Philomena (Saintes Catherine et Philomène) | Manage                    | Manage                  | Église des Saintes Catherine et Philomène |
| Onze-Lieve-Vrouw van het Heilig Hart (Notre-Dame du Sacré Cœur)   | Seneffe (Bois-des-Nauwes) | Seneffe                 |                                           |
| Sint-Bartholomeus (Saint Barthélemy)                              | Familleureux              | Seneffe                 |                                           |
| Sint-Maarten (Saint Martin)                                       | Petit-Rœulx-lez-Nivelles  | Seneffe                 |                                           |
| Sint-Aldegondis (Sainte Aldegonde )                               | Feluy                     | Seneffe                 | Église Sainte-Aldegonde                   |
| Heilige Maagd (Sainte Vierge)                                     | Arquennes                 | Seneffe                 | Église Sainte-Vierge                      |
| Sint-Cyrus en Sint-Julitta (Saints Quirice et Julitte)            | Seneffe                   | Seneffe                 | Église des Saints Quirice et Julitte      |

## Dekenaat Lens
Het dekenaat Lens omvat de gemeente Jurbeke en Lens.
| Parochie                                                                      | Stad/dorp/wijk        | Gemeente | Kerk                     |
| Unité pastorale Lens                                                          |                       |          |                          |
| Onze-Lieve-Vrouw (Notre-Dame)                                                 | Herchies (Vacresse)   | Jurbeke  |                          |
| Onze-Lieve-Vrouw van Altijddurende Bijstand (Notre-Dame du Perpétuel Secours) | Les Bruyères          | Jurbeke  |                          |
| Sint-Bartholomeus (Saint Barthélemy)                                          | Erbaut                | Jurbeke  |                          |
| Sint-Eligius (Saint Eloi)                                                     | Jurbeke               | Jurbeke  | Église Saint-Eloi        |
| Sint-Jan-de-Doper (Saint Jean)                                                | Masnuy-Saint-Jean     | Jurbeke  |                          |
| Sint-Maarten (Saint Martin)                                                   | Erbisœul              | Jurbeke  |                          |
| Sint-Maarten (Saint Martin)                                                   | Herchies              | Jurbeke  |                          |
| Sint-Pieter (Saint Pierre)                                                    | Masnuy-Saint-Pierre   | Jurbeke  |                          |
| Onze-Lieve-Vrouw van Foy (Notre-Dame de Foy)                                  | Lombise               | Lens     | Église Notre-Dame de Foy |
| Sint-Vincentius (Saint Vincent)                                               | Bauffe                | Lens     |                          |
| Sint-Maarten (Saint Martin)                                                   | Cambron-Saint-Vincent | Lens     | Église Saint-Martin      |
| Sint-Maarten (Saint Martin)                                                   | Lens                  | Lens     |                          |
| Sint-Maarten (Saint Martin)                                                   | Montignies-lez-Lens   | Lens     | Église Saint-Martin      |

## Dekenaat Lessen
Het dekenaat Lessen omvat de gemeente Lessen.
| Parochie                                                                              | Stad/dorp/wijk    | Gemeente | Kerk                |
| Unité pastorale Lessines                                                              |                   |          |                     |
| Onze-Lieve-Vrouw van de Wonderdadige Medaille (Notre-Dame de la Médaille Miraculeuse) | Lessen (Houraing) | Lessen   |                     |
| Sint-Leodegarius (Sint Léger)                                                         | Wannebecq         | Lessen   |                     |
| Sint-Maarten (Saint Martin)                                                           | Twee-Akren        | Lessen   | Église Saint-Martin |
| Sint-Maarten (Saint Martin)                                                           | Ogy               | Lessen   |                     |
| Sint-Medardus (Saint Médard)                                                          | Ghoy              | Lessen   |                     |
| Sint-Pieter (Saint Pierre)                                                            | Lessen            | Lessen   | Église Saint-Pierre |
| Sint-Rochus (Saint Roch)                                                              | Lessen            | Lessen   |                     |
| Sint-Sulpicius (Saint Sulpice)                                                        | Papegem           | Lessen   |                     |
| Sint-Agatha (Sainte Agathe)                                                           | Woelingen         | Lessen   |                     |
| Heilige Gervasius en Protasius (Saints Gervais et Protais)                            | Lessenbos         | Lessen   |                     |

## Dekenaat Leuze
Het dekenaat Leuze omvat de gemeente Leuze-en-Hainaut.
| Parochie                                                        | Stad/dorp/wijk      | Gemeente         | Kerk                |
| Unité pastorale Leuze-en-Hainaut                                |                     |                  |                     |
| Onze-Lieve-Vrouw van Zeven Weeën (Notre-Dame des Sept Douleurs) | Leuze               | Leuze-en-Hainaut |                     |
| Sint-Andreas (Saint André)                                      | Willaupuis          | Leuze-en-Hainaut |                     |
| Sint-Denijs (Saint Denis)                                       | Thieulain           | Leuze-en-Hainaut |                     |
| Sint-Lambertus (Saint Lambert)                                  | Blicquy             | Leuze-en-Hainaut |                     |
| Sint-Maarten (Saint Martin)                                     | Tourpes             | Leuze-en-Hainaut |                     |
| Sint-Michiel (Saint Michel)                                     | Grandmetz           | Leuze-en-Hainaut |                     |
| Sint-Pieter (Saint Pierre)                                      | Leuze               | Leuze-en-Hainaut | Église Saint-Pierre |
| Heilig Kruis (Sainte Croix)                                     | Gallaix             | Leuze-en-Hainaut |                     |
| Heilige Maagd (Sainte Vierge)                                   | Pipaix              | Leuze-en-Hainaut |                     |
| Heilige Maagd (Sainte Vierge)                                   | Chapelle-à-Oie      | Leuze-en-Hainaut |                     |
| Heilige Maagd (Sainte Vierge)                                   | Chapelle-à-Wattines | Leuze-en-Hainaut |                     |

## Dekenaat Marchienne-au-Pont
Het dekenaat Marchienne-au-Pont omvat de gemeente Montigny-le-Tilleul en een gebied in de deelgemeenten in het westen van de stad Charleroi.
| Parochie                                                    | Stad/dorp/wijk                  | Gemeente            | Kerk                           |
| Unité pastorale Marchienne-au-Pont                          |                                 |                     |                                |
| Onze-Lieve-Vrouw ten Bos (Notre-Dame au Bois)               | Montigny-le-Tilleul             | Montigny-le-Tilleul |                                |
| Sint-Maarten (Saint Martin)                                 | Landelies                       | Montigny-le-Tilleul | Église Saint-Martin            |
| Sint-Maarten (Saint Martin)                                 | Montigny-le-Tilleul             | Montigny-le-Tilleul | Église Saint-Martin            |
| Onze-Lieve-Vrouw van Goede Raad (Notre-Dame du Bon Conseil) | Marchienne-au-Pont (Providence) | Charleroi           |                                |
| Sint-Benedictus Labre (Saint Benoît Labre)                  | Goutroux                        | Charleroi           |                                |
| Sint-Aloysius Gonzaga (Saint Louis de Gonzague)             | Monceau-sur-Sambre              | Charleroi           | Église Saint-Louis de Gonzague |
| Sint-Bernadette (Sainte Bernadette)                         | Marchienne-au-Pont (Matadi)     | Charleroi           |                                |
| Heilige Maagd (Sainte Vierge)                               | Marchienne-au-Pont              | Charleroi           | Église de la Sainte-Vierge     |

## Dekenaat Marcinelle
Het dekenaat Marcinelle omvat de een gebied in de deelgemeenten in het zuidwesten van de stad Charleroi.
| Parochie                                                        | Stad/dorp/wijk              | Gemeente  | Kerk                                  |
| Unité pastorale Marcinelle                                      |                             |           |                                       |
| Bekering van Sint-Paulus (Conversion du Saint Paul)             | Mont-sur-Marchienne         | Charleroi | Église de la Conversion du Saint-Paul |
| Onze-Lieve-Vrouw van Zeven Weeën (Notre-Dame des Sept Douleurs) | Marcinelle (Villette)       | Charleroi |                                       |
| Heilig Hart (Sacré-Cœur)                                        | Marcinelle (XII)            | Charleroi | Église du Sacré-Cœur                  |
| Heilig Hart (Sacré-Cœur)                                        | Mont-sur-Marchienne (Haies) | Charleroi |                                       |
| Sint-Lodewijk (Saint Louis)                                     | Marcinelle (Haies)          | Charleroi |                                       |
| Sint-Maarten (Saint Martin)                                     | Marcinelle                  | Charleroi | Église Saint-Martin                   |

## Dekenaat Moeskroen
Het dekenaat Moeskroen omvat de gemeente Moeskroen. De pastorale eenheid Cinq Clocers omvat de Moeskroense deelgemeente Herzeeuw, Dottenijs en Lowingen. De pastorale eenheid Moeskroen omvat de parochies in het centrum.
| Parochie                                              | Stad/dorp/wijk         | Gemeente  | Kerk                           |
| Unité pastorale Cinq Clochers                         |                        |           |                                |
| Christus Koning (Christ-Roi)                          | Herzeeuw               | Moeskroen | Église Christ-Roi              |
| Sint-Amandus (Saint-Amand)                            | Lowingen               | Moeskroen | Église Saint-Amand             |
| Sint-Jan-de-Doper (Saint Jean Baptiste)               | Herzeeuw (Les Ballons) | Moeskroen | Église Saint-Jean Baptiste     |
| Sint-Leodegarius (Saint-Léger)                        | Dottenijs              | Moeskroen | Église Saint-Léger             |
| Sint-Maurus (Saint Maur)                              | Herzeeuw               | Moeskroen | Église Saint-Maur              |
| Unité pastorale Mouscron                              |                        |           |                                |
| Goede Herder (Bon Pasteur)                            | Moeskroen              | Moeskroen | Église du Bon Pasteur          |
| Onze-Lieve-Vrouw van de Vrede (Notre-Dame de la Paix) | La Coquinie            | Moeskroen | Église N.D. de la Paix         |
| Heilig Hart (Sacré-Cœur)                              | Moeskroen              | Moeskroen | Église du Sacré-Cœur           |
| Sint-Antonius van Padua (Sint-Antoine de Padoue)      | Mont-à-Leux            | Moeskroen | Église Saint-Antoire de Padoue |
| Sint-Bartholomeus (Saint Barthélemy)                  | Moeskroen              | Moeskroen | Église Saint-Barthélemy        |
| Sint-Paulus (Saint Paul)                              | Risquons-Tout          | Moeskroen | Église Saint-Paul              |
| Heilige Familie (Sainte Famille)                      | Le Tuquet              | Moeskroen | Église Sainte-Famille          |

## Dekenaat Pâturages
Het dekenaat Pâturages omvat de unité pastorale Colfontaine met de gemeente Colfontaine en de unité pastorale Frameries-Les Rieux met de gemeenten Frameries en Quévy. Ook het dorp Gœgnies-Chaussée, een deelgemeente van Quévy, heeft zijn kerkje, maar dat staat echter op Frans grondgebied in de gemeente Gognies-Chaussée in het bisdom Kamerijk.
| Parochie                                                       | Stad/dorp/wijk  | Gemeente    | Kerk                       |
| Unité pastorale Pâturages                                      |                 |             |                            |
| Onze-Lieve-Vrouw (Notre-Dame)                                  | Wasmes          | Colfontaine | Église Notre-Dame          |
| Onze-Lieve-Vrouw Hulp der Christenen (Notre-Dame Auxiliatrice) | Pâturages       | Colfontaine |                            |
| Sint-Franciscus (Saint François)                               | Petit-Wasmes    | Colfontaine |                            |
| Sint-Michiel (Saint Michel)                                    | Pâturages       | Colfontaine |                            |
| Heilige Maagd (Sainte Vierge)                                  | Warquignies     | Colfontaine |                            |
| Unité pastorale Frameries-Les Rieux                            |                 |             |                            |
| Heilig Hart (Sacré-Cœur)                                       | Frameries       | Frameries   |                            |
| Sint-Jan-de-Doper (Saint Jean Baptiste)                        | Sars-la-Bruyère | Frameries   | Église Saint-Jean-Baptiste |
| Sint-Jozef (Saint Joseph)                                      | La Bouverie     | Frameries   |                            |
| Sint-Remigius (Saint Rémy)                                     | Eugies          | Frameries   | Église Saint-Rémy          |
| Sint-Aldegondis (Sainte Aldegonde )                            | Noirchain       | Frameries   |                            |
| Sint-Waldetrudis (Sainte Waudru)                               | Frameries       | Frameries   | Église Sainte-Waudru       |
| Sint-Brixius (Saint Brice)                                     | Aulnois         | Quévy       | Église Saint-Brice         |
| Sint-Gorik (Saint Géry)                                        | Blaregnies      | Quévy       | Église Saint-Géry          |
| Sint-Jan-de-Doper (Saint Jean Baptiste)                        | Havay           | Quévy       |                            |
| Sint-Maarten (Saint Martin)                                    | Genly           | Quévy       |                            |
| Sint-Maarten (Saint Martin)                                    | Givry           | Quévy       |                            |
| Sint-Maarten (Saint Martin)                                    | Quévy-le-Petit  | Quévy       |                            |
| Sint-Maarten (Saint Martin)                                    | Bougnies        | Quévy       | Église Saint-Martin        |
| Sint-Pieter (Saint Pierre)                                     | Quévy-le-Grand  | Quévy       | Église Saint-Pierre        |
| Heilige Maagd (Sainte Vierge)                                  | Asquillies      | Quévy       | Église de la Sainte-Vierge |

## Dekenaat Pecq-Estaimpuis
Het dekenaat Pecq-Estaimpuis omvat de unité pastorale Val de l'Escaut (Scheldevallei), met de gemeenten Celles, Estaimpuis, Mont-de-l'Enclus en Pecq
| Parochie                                                 | Stad/dorp/wijk        | Gemeente         | Kerk                    |
| Unité pastorale Val de l'Escaut                          |                       |                  |                         |
| Sint-Antonius (Saint Antoine)                            | Pottes                | Celles           |                         |
| Sint-Christoffel (Saint Christophe)                      | Celles                | Celles           | Église Saint-Christophe |
| Sint-Ghislenus (Saint Ghislain)                          | Molenbaix             | Celles           |                         |
| Sint-Maarten (Saint Martin)                              | Escanaffles           | Celles           | Église Saint-Martin     |
| Sint-Maarten (Saint Martin)                              | Velaines              | Celles           |                         |
| Sint-Vaast (Saint Vaast)                                 | Popuelles             | Celles           |                         |
| Sint-Amandus (Saint Amand)                               | Bailleul (Henegouwen) | Estaimpuis       |                         |
| Sint-Amandus (Saint Amand)                               | Néchin                | Estaimpuis       |                         |
| Sint-Bartholomeus (Saint-Barthélemy)                     | Estaimpuis            | Estaimpuis       | Église Saint-Barthélemy |
| Sint-Leodegarius (Saint-Léger)                           | Saint-Léger           | Estaimpuis       |                         |
| Sint-Vaast (Saint Vaast)                                 | Leers-Nord            | Estaimpuis       |                         |
| Sint-Vaast (Saint Vaast)                                 | Évregnies             | Estaimpuis       | Église Saint-Vaast      |
| Sint-Denijs en Sint-Ghislenus (Saints Denis et Ghislain) | Estaimbourg           | Estaimpuis       |                         |
| Sint-Amandus (Saint Amand)                               | Russeignies           | Mont-de-l'Enclus |                         |
| Sint-Bavo (Saint Bavon)                                  | Amougies              | Mont-de-l'Enclus | Église Saint-Bavon      |
| Sint-Brixius (Saint Brice)                               | Orroir                | Mont-de-l'Enclus | Église Saint-Brice      |
| Sint-Paulus (Saint Paul)                                 | Anserœul              | Mont-de-l'Enclus |                         |
| Sint-Amandus (Saint Amand)                               | Obigies               | Pecq             |                         |
| Sint-Amandus (Saint Amand)                               | Warcoing              | Pecq             |                         |
| Sint-Eleutherius (Saint Eleuthère)                       | Esquelmes             | Pecq             |                         |
| Sint-Maarten (Saint Martin)                              | Pecq                  | Pecq             | Église Saint-Martin     |
| Sint-Aldegondis (Sainte Aldegonde)                       | Hérinnes              | Pecq             | Église Sainte-Aldegonde |

## Dekenaat Péruwelz
Het dekenaat Péruwelz omvat de gemeente Péruwelz.
| Parochie                       | Stad/dorp/wijk          | Gemeente | Kerk                 |
| Unité pastorale Péruwelz       |                         |          |                      |
| Onze-Lieve-Vrouw (Notre-Dame)  | Bon-Secours             | Péruwelz | Église Notre-Dame    |
| Heilig Hart (Sacré-Cœur)       | Péruwelz (La Roë)       | Péruwelz |                      |
| Sint-Amandus (Saint Amand)     | Callenelle              | Péruwelz |                      |
| Sint-Amandus (Saint Amand)     | Bury                    | Péruwelz |                      |
| Sint-Amandus (Saint Amand)     | Wiers                   | Péruwelz | Église Saint-Amand   |
| Sint-Gorik (Saint Géry)        | Roucourt                | Péruwelz |                      |
| Sint-Gorik (Saint Géry)        | Brasménil               | Péruwelz |                      |
| Sint-Maarten (Saint Martin)    | Wasmes-Audemez-Briffœil | Péruwelz | Église Saint-Martin  |
| Sint-Michiel (Saint Michel)    | Braffe                  | Péruwelz | Église Saint-Michel  |
| Sint-Niklaas (Saint Nicolas)   | Baugnies                | Péruwelz |                      |
| Sint-Quintinus (Saint Quentin) | Péruwelz                | Péruwelz | Église Saint-Quentin |

## Dekenaat Zinnik
Het dekenaat Zinnik omvat de unité pastorale Braine-Écaussinnes met de gemeenten 's-Gravenbrakel en Écaussinnes en de unité pastorale Soignies-Le Rœulx met de gemeenten Le Rœulx en Zinnik.
| Parochie                                      | Stad/dorp/wijk                      | Gemeente        | Kerk                    |
| Unité pastorale Braine-Écaussinnes            |                                     |                 |                         |
| Heilig Hart (Sacré-Cœur)                      | Écaussinnes (Écaussinnes-Carrières) | Écaussinnes     |                         |
| Sint-Gorik (Saint Géry)                       | Marche-lez-Écaussinnes              | Écaussinnes     |                         |
| Sint-Remigius (Saint Remy)                    | Écaussinnes-d'Enghien               | Écaussinnes     |                         |
| Sint-Aldegondis (Sainte Aldegonde)            | Écaussinnes-Lalaing                 | Écaussinnes     |                         |
| Sint-Gorik (Saint Géry)                       | Ronquières                          | 's-Gravenbrakel | Église Saint-Géry       |
| Sint-Gorik (Saint Géry)                       | 's-Gravenbrakel                     | 's-Gravenbrakel | Église Saint-Géry       |
| Sint-Jan-de-Doper (Saint Jean Baptiste)       | Petit-Rœulx-lez-Braine              | 's-Gravenbrakel |                         |
| Sint-Maarten (Saint Martin)                   | Steenkerque                         | 's-Gravenbrakel | Église Saint-Martin     |
| Sint-Niklaas (Saint Nicolas)                  | Henripont                           | 's-Gravenbrakel |                         |
| Sint-Gertrudis (Sainte Gertrude)              | Hennuyères                          | 's-Gravenbrakel |                         |
| Unité pastorale Soignies-Le Rœulx             |                                     |                 |                         |
| Sint-Gorik (Saint Géry)                       | Thieu                               | Le Rœulx        | Église Saint-Géry       |
| Sint-Lambertus (Saint Lambert)                | Ville-sur-Haine                     | Le Rœulx        |                         |
| Sint-Leodegarius (Saint-Léger)                | Gottignies                          | Le Rœulx        |                         |
| Sint-Maarten (Saint Martin)                   | Mignault                            | Le Rœulx        |                         |
| Sint-Niklaas (Saint Nicolas)                  | Le Rœulx                            | Le Rœulx        | Église Saint-Nicolas    |
| Onbevlekte Ontvangenis (Immaculée Conception) | Zinnik (Soignies-Carrières)         | Zinnik          |                         |
| Heilig Hart (Sacré-Cœur)                      | Neufvilles (La Gage)                | Zinnik          |                         |
| Sint-Maarten (Saint Martin)                   | Horrues                             | Zinnik          | Église Saint-Martin     |
| Sint-Maarten (Saint Martin)                   | Naast                               | Zinnik          | Église Saint-Martin     |
| Sint-Niklaas (Saint Nicolas)                  | Neufvilles                          | Zinnik          |                         |
| Sint-Pieter (Saint Pierre)                    | Thieusies                           | Zinnik          | Église Saint-Pierre     |
| Sint-Vincentius (Saint Vincent)               | Zinnik                              | Zinnik          | Église Saint-Vincent    |
| Sint-Radegundis (Sainte Radegonde)            | Louvignies                          | Zinnik          | Église Sainte-Radegunde |
| Heilige Maagd (Sainte Vierge)                 | Casteau                             | Zinnik          |                         |
| Heilige Maagd (Sainte Vierge)                 | Chaussée-Notre-Dame                 | Zinnik          | Église Notre-Dame       |

## Dekenaat Solre-sur-Sambre
Het dekenaat Solre-sur-Sambre omvat de gemeenten Erquelinnes en Merbes-le-Château.
| Parochie                            | Stad/dorp/wijk              | Gemeente          | Kerk                 |
| Unité pastorale Solre-sur-Sambre    |                             |                   |                      |
| Sint-Christoffel (Saint Christophe) | Montignies-Saint-Christophe | Erquelinnes       |                      |
| Sint-Joris (Saint Georges)          | Erquelinnes                 | Erquelinnes       |                      |
| Sint-Maarten (Saint Martin)         | Bersillies-l'Abbaye         | Erquelinnes       |                      |
| Sint-Medardus (Saint Médard)        | Solre-sur-Sambre            | Erquelinnes       |                      |
| Sint-Remigius (Saint Remi)          | Hantes-Wihéries             | Erquelinnes       |                      |
| Sint-Theresia (Sainte Thérèse)      | Erquelinnes                 | Erquelinnes       |                      |
| Heilige Maagd (Sainte Vierge)       | Grand-Reng                  | Erquelinnes       | Église Sainte-Vierge |
| Sint-Maarten (Saint Martin)         | Fontaine-Valmont            | Merbes-le-Château |                      |
| Sint-Maarten (Saint Martin)         | Labuissière                 | Merbes-le-Château |                      |
| Sint-Maarten (Saint Martin)         | Merbes-le-Château           | Merbes-le-Château | Église Saint-Martin  |
| Heilige Maagd (Sainte Vierge)       | Merbes-Sainte-Marie         | Merbes-le-Château |                      |

## Dekenaat Tertre
Het dekenaat Tertre omvat de gemeente Saint-Ghislain.
| Parochie                                                    | Stad/dorp/wijk     | Gemeente       | Kerk                 |
| Unité pastorale Tertre                                      |                    |                |                      |
| Heilig Hart (Sacré-Cœur)                                    | Hautrage-État      | Saint-Ghislain |                      |
| Sint-Amandus (Saint Amand)                                  | Sirault            | Saint-Ghislain |                      |
| Sint-Christoffel (Saint Christophe)                         | Tertre             | Saint-Ghislain |                      |
| Sint-Eligius (Saint Eloi)                                   | Baudour (Douvrain) | Saint-Ghislain |                      |
| Sint-Gorik (Saint Géry)                                     | Baudour            | Saint-Ghislain | Église Saint-Géry    |
| Sint-Maarten (Saint Martin)                                 | Neufmaison         | Saint-Ghislain |                      |
| Sint-Pieter (Saint Pierre)                                  | Villerot           | Saint-Ghislain |                      |
| Sint-Sulpicius (Saint Sulpice)                              | Hautrage           | Saint-Ghislain | Église Saint-Sulpice |
| Sint-Ghislenus en Sint-Martinus (Saints Ghislain et Martin) | Saint-Ghislain     | Saint-Ghislain |                      |

## Dekenaat Thuin
Het dekenaat Thuin omvat de gemeenten Ham-sur-Heure-Nalinnes, Lobbes en Thuin.
| Parochie                                | Stad/dorp/wijk          | Gemeente               | Kerk                |
| Unité pastorale Thuin                   |                         |                        |                     |
| Sint-Andreas (Saint André)              | Jamioulx                | Ham-sur-Heure-Nalinnes |                     |
| Sint-Benedictus (Saint Benoît)          | Nalinnes (Bultia)       | Ham-sur-Heure-Nalinnes |                     |
| Sint-Christoffel (Saint Christophe)     | Marbaix-la-Tour         | Ham-sur-Heure-Nalinnes |                     |
| Sint-Jan-de-Doper (Saint Jean Baptiste) | Cour-sur-Heure          | Ham-sur-Heure-Nalinnes |                     |
| Sint-Lodewijk (Saint Louis)             | Ham-sur-Heure (Beignée) | Ham-sur-Heure-Nalinnes |                     |
| Sint-Maarten (Saint Martin)             | Ham-sur-Heure           | Ham-sur-Heure-Nalinnes | Sint-Martinus       |
| Sint-Niklaas (Saint Nicolas)            | Nalinnes (Haies)        | Ham-sur-Heure-Nalinnes |                     |
| Heilige Maagd (Sainte Vierge)           | Nalinnes                | Ham-sur-Heure-Nalinnes |                     |
| Heilig Hart (Sacré-Cœur)                | Lobbes (Bonniers)       | Lobbes                 |                     |
| Sint-Niklaas (Saint Nicolas)            | Sars-la-Buissière       | Lobbes                 |                     |
| Sint-Remigius (Saint Remi)              | Bienne-lez-Happart      | Lobbes                 | Église Saint-Remi   |
| Sint-Ursmarus (Saint Ursmer)            | Lobbes                  | Lobbes                 |                     |
| Christus Koning (Christ-Roi)            | Thuin (Waibes)          | Thuin                  |                     |
| Onze-Lieve-Vrouw (Notre-Dame)           | Thuin (Ville Basse)     | Thuin                  |                     |
| Sint-Stefanus (Saint-Étienne)           | Donstiennes             | Thuin                  |                     |
| Sint-Gorik (Saint Géry)                 | Gozée                   | Thuin                  | Église Saint-Géry   |
| Sint-Jozef (Saint Joseph)               | Gozée (Abdij van Aulne) | Thuin                  |                     |
| Sint-Maarten (Saint Martin)             | Ragnies                 | Thuin                  | Église Saint-Martin |
| Sint-Maarten (Saint Martin)             | Biesme-sous-Thuin       | Thuin                  |                     |
| Sint-Niklaas (Saint Nicolas)            | Leers-et-Fosteau        | Thuin                  |                     |
| Sint-Theodoardus (Saint Théodard)       | Biercée                 | Thuin                  |                     |
| Heilige Maagd (Sainte Vierge)           | Thuin (Ville Haute)     | Thuin                  |                     |
| Heilige Maagd (Sainte Vierge)           | Thuillies               | Thuin                  |                     |